# Mychajło Denysow
Mychajło Wołodymyrowycz Denysow, ukr. Михайло Володимирович Денисов (ur. 3 października 1985 w Żdanowie, w obwodzie donieckim) – ukraiński piłkarz, grający na pozycji obrońcy.

## Kariera piłkarska

### Kariera klubowa
Wychowanek klubu Azowstal Mariupol, barwy którego bronił w juniorskich mistrzostwach Ukrainy (DJuFL). W 2006 rozpoczął karierę piłkarską w drugiej drużynie Illicziwca Mariupol. Na początku 2008 wyjechał za granicę, gdzie bronił barw węgierskiego FC Fehérvár oraz azerskiego Karvana Yevlax. Wiosną 2009 powrócił do Ukrainy, gdzie potem występował w klubach Roś Biała Cerkiew, Enerhetyk Bursztyn i Zirka Kirowohrad. Latem 2010 wyjechał do Uzbekistanu, gdzie został piłkarzem Navbahoru Namangan. Latem 2011 powrócił do Ukrainy i kontynuował występy w drugoligowym Awanhardzie Kramatorsk.